# Урдунья
Урдунья, Ордунья (баск. Urduña, ісп. Orduña, офіційна назва Urduña-Orduña) — муніципалітет в Іспанії, у складі автономної спільноти Країна Басків, у провінції Біская. Населення — 4220 осіб (2009).
Муніципалітет розташований на відстані близько 290 км на північ від Мадрида, 30 км на південь від Більбао.
На території муніципалітету розташовані такі населені пункти: (дані про населення за 2009 рік)
- Беландія: 40 осіб
- Лендоньйо-де-Абахо: 44 особи
- Лендоньйо-де-Арріба: 14 осіб
- Мендейка: 18 осіб
- Ордунья: 4104 особи
- Вільяньйо: 0 осіб

## Демографія
Динаміка населення (INE ):

## Галерея зображень

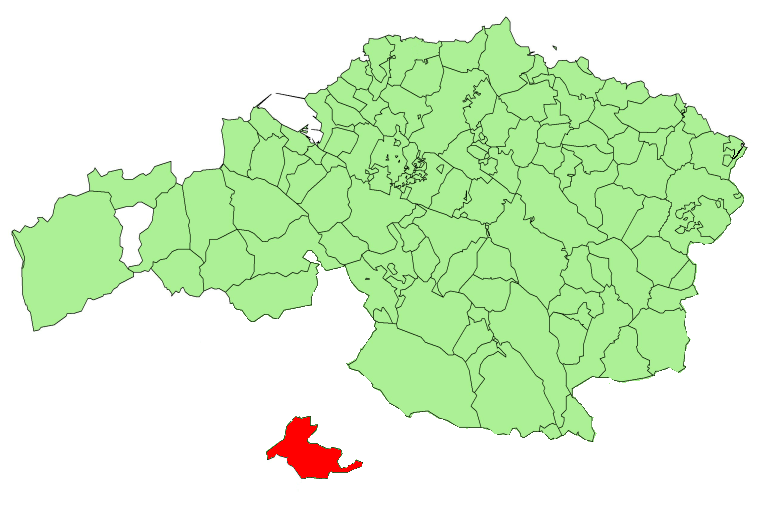
Розташування муніципалітету
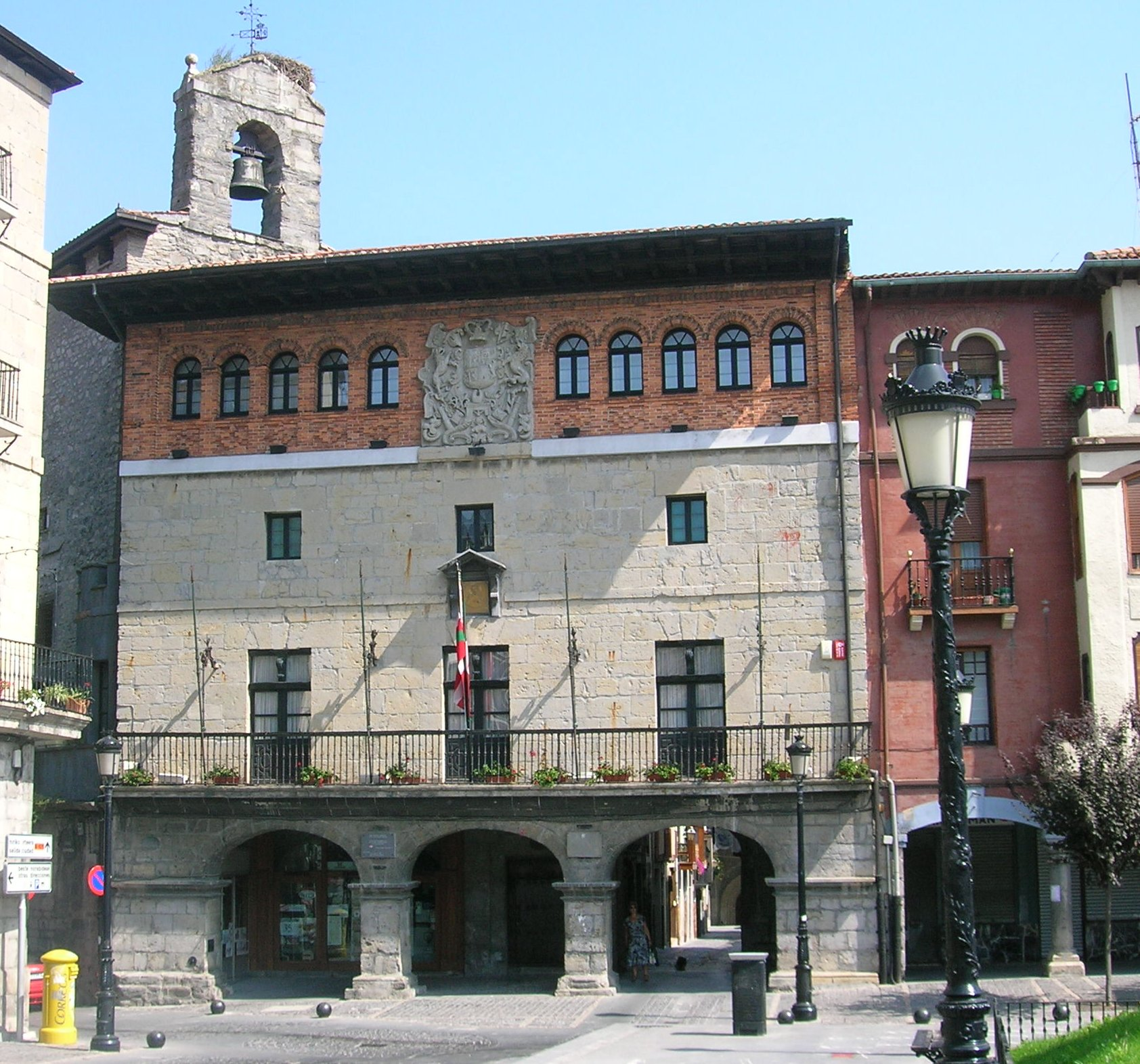
Муніципальна рада
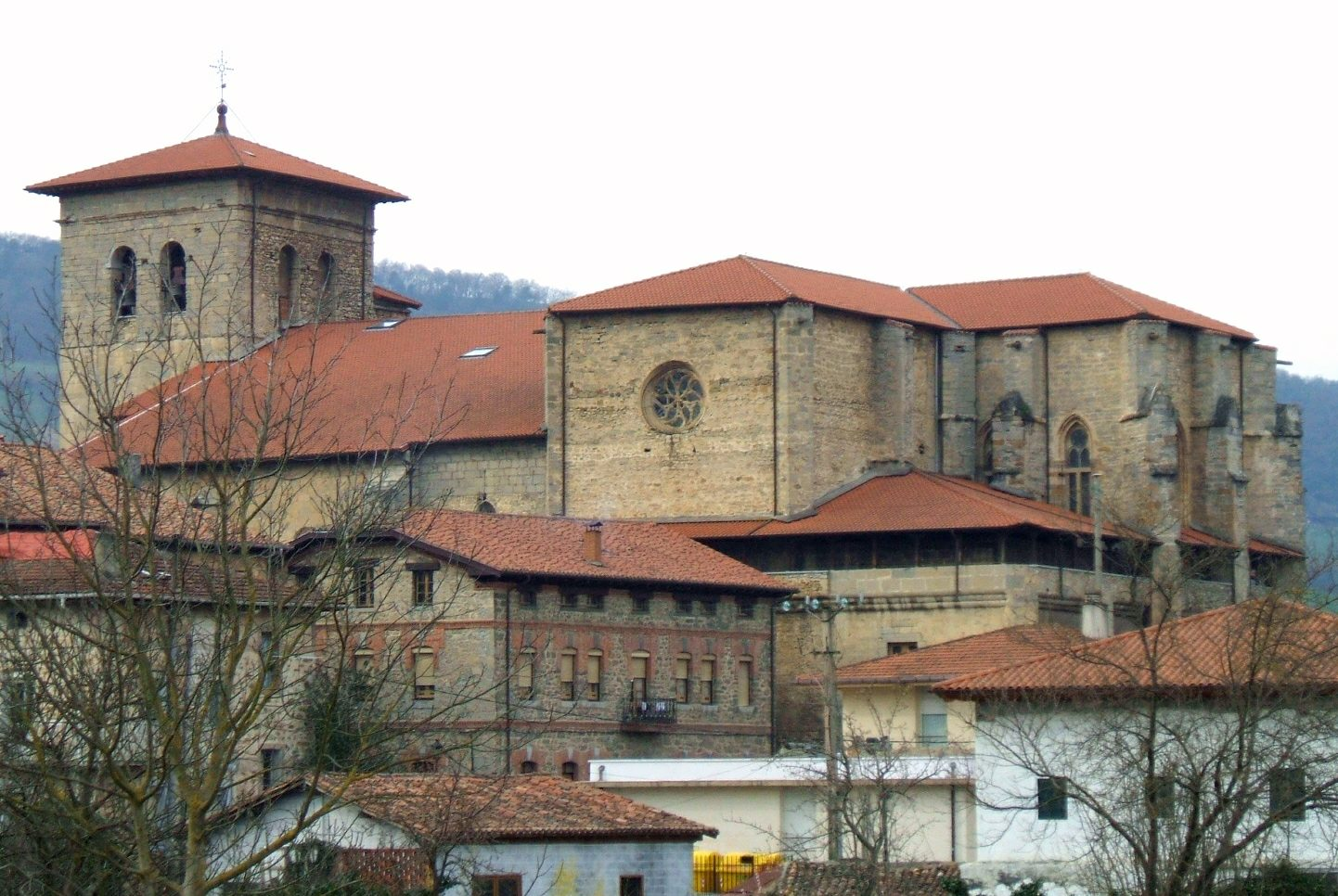
Церква Нуестра-Сеньйора-де-ла-Асунсьйон
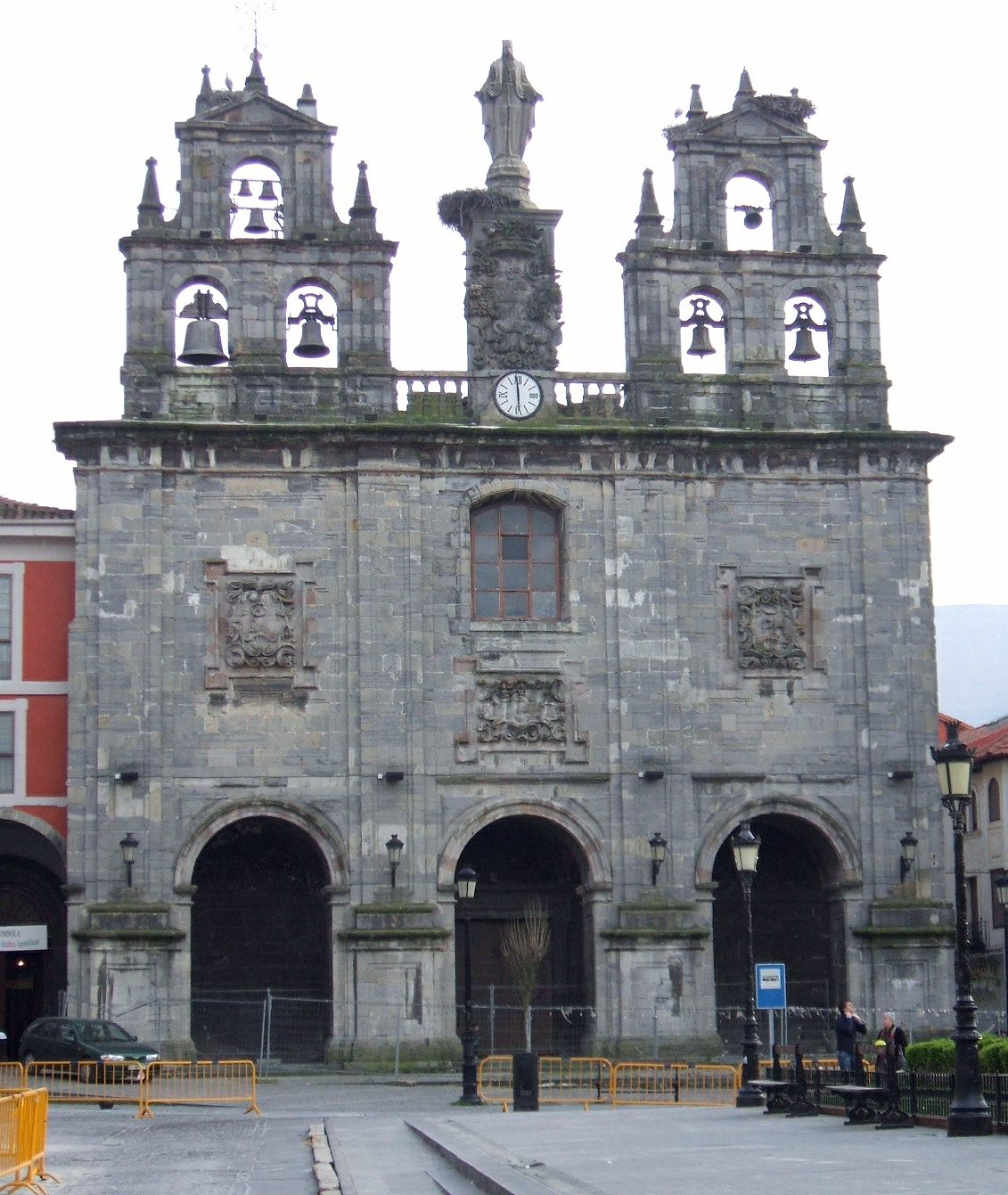
Церква Ла-Саграда-Фамілія

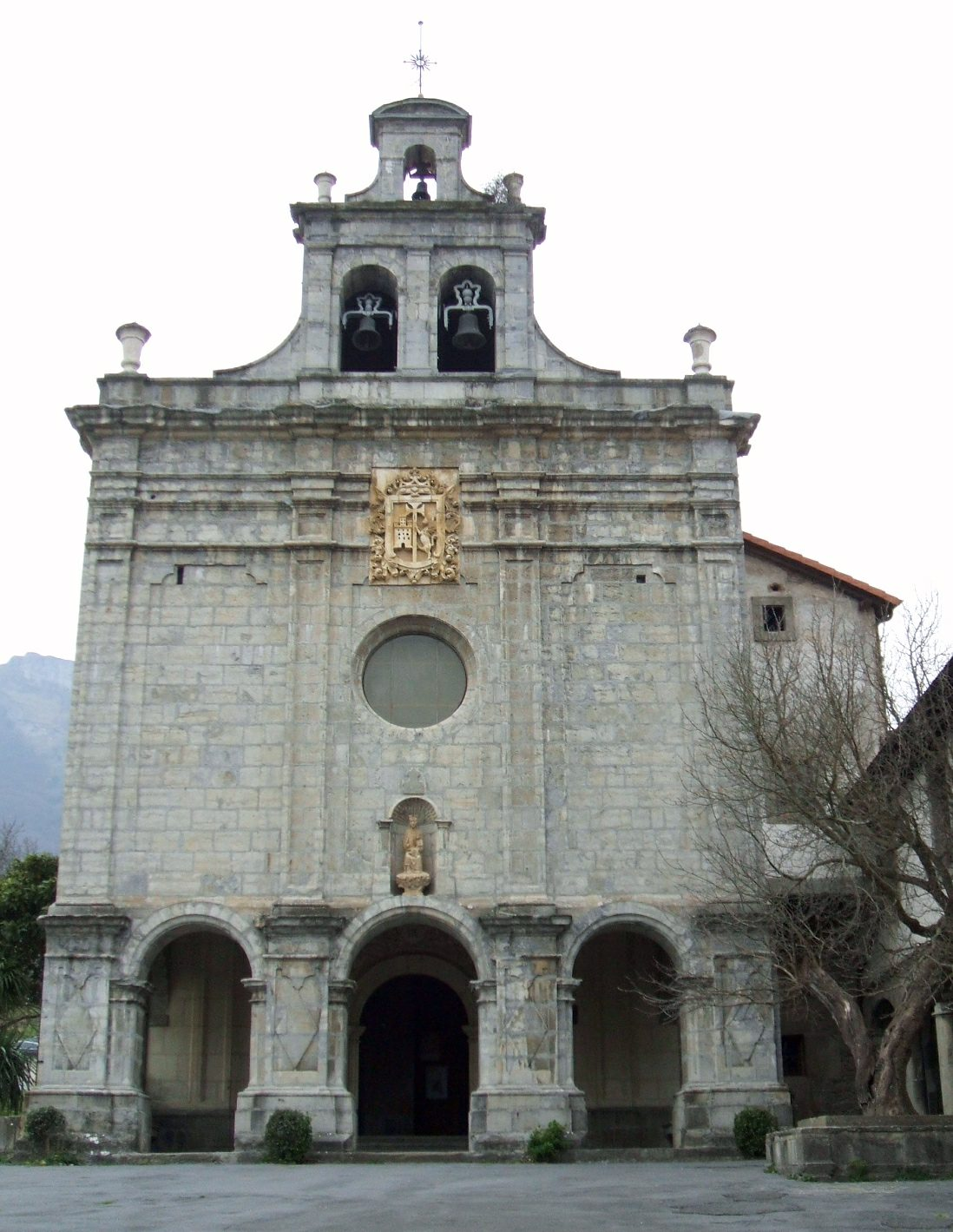
Santuario de Nuestra Señora la Antigua